# Stellar variations
Stellar variations is een studioalbum van Hawkwind. 
Bij de muziekgroep Hawkwind vonden zoveel personeelswisselingen plaats dat bij elk album aangegeven moest worden, wie er nu speelden (en voornamelijk wie niet). Bij de totstandkoming van Stellar variations speelde vervolgens maar een deel van Hawkwindversie 2011 mee. Tim Blake (meestal toetsinstrumenten) zat thuis in Frankrijk en Mr. Dibs (meestal basgitaar) bleef ook weg tijdens de opnamen. De overige heren konden dat verlies eenvoudig opvangen. De muzikale leider Brock moest in het verleden wel vaker invallen voor verdwenen musici.
De muziek van het album verschilt niet van het overige werk van de band, die al jaren hun eigen versie van spacerock/psychedelische rock speelt.  

## Musici
- Dave Brock – zang, gitaar, toetsinstrumenten, effecten
- Niall Hone – basgitaar, toetsinstrumenten, effecten
- Richard Chadwick - slagwerk, zang

## Muziek
| Nr. | Titel                                              | Duur |
| --- | -------------------------------------------------- | ---- |
| 1.  | Stellar perspective (Brock, Chadwick, Hone)        | 6:07 |
| 2.  | All our dreams (Brock)                             | 6:28 |
| 3.  | Damp day in august                                 | 1:53 |
| 4.  | It’s all lies (Brock)                              | 5:47 |
| 5.  | Variation 3                                        | 3:12 |
| 6.  | Four legs good, 2 legs bad (Brock, Chadwick, Hone) | 3:42 |
| 7.  | In the footsteps of the great one (Brock)          | 5:07 |
| 8.  | A song for a new age (Tim Blake)                   | 5:02 |
| 9.  | We serve mankind (Brock, Hone)                     | 4:51 |
| 10. | Cities of rust (Brock)                             | 5:26 |
| 11. | Instant predictions (Brock, Chadwick, Hone)        | 5:52 |